# Đèo Bà Lạch
Đèo Bà Lạch là đèo trên quốc lộ 14 cũ ở biên giới Việt Lào tại xã A Đớt huyện A Lưới thành phố Huế, Việt Nam .

## Vị trí
Đèo ở quốc lộ 14 cũ tại xã A Đớt, nơi có Cửa khẩu A Đớt, cách thị trấn A Lưới 16°16′30″B 107°13′52″Đ / 16,274916°B 107,231221°Đ cỡ 30 km theo đường này về hướng đông nam .
Quốc lộ 14 cũ được xây dựng từ thời Pháp thuộc, trong đó đoạn dài cỡ 15 km từ đèo Bà Lạch đến đèo A Yên 15°59′37″B 107°27′12″Đ / 15,993497°B 107,453444°Đ xã A Nông huyện Tây Giang tỉnh Quảng Nam, nằm trên đất Lào. Trước đây giao thông đường bộ của Việt Nam qua đoạn này phải thực hiện các thủ tục qua biên giới phiền phức.
Đầu những năm 2000 dự án Đường Hồ Chí Minh ở vùng này triển khai, thay thế quốc lộ 14, mở mới đường hoàn toàn trên đất Việt Nam, trong đó có Hầm đường bộ A Roàng 16°06′15″B 107°26′36″Đ / 16,104107°B 107,443354°Đ .

## Tên đèo
Tên đèo đặt theo tên suối Bà Lạch, còn viết là B'Lach, ở bên dốc phía Việt Nam. Suối này là một trong các dòng đầu nguồn của sông A Sáp (tức sông Sekong bên Lào). Tên suối được dùng để đặt tên làng Bờ Lạch, hiện ở cách đèo 6 km và thuộc xã Lâm Đớt huyện A Lưới.